# CV Barcelona
CV Barcelona (även CVB Barça) är FC Barcelonas damvolleybollsektionen. Laget har som bäst kommit tvåa i Superliga Femenina de Voleibol, vilket de gjorde 2018-2019.